# Michiel ten Hove
Michiel ten Hove (ur. 24 lutego 1640 w Haarlemie, zm. 24 marca 1689) – polityk holenderski, Wielki Pensjonariusz Holandii w latach 1688–1689.